# 죠죠의 기묘한 모험 단행본 목록
이 문서에서는 1987년부터 연재되고 있는 아라키 히로히코의 만화 《죠죠의 기묘한 모험》의 단행본 목록을 서술한다. 현재 2011년부터 죠죠리온이 연재되고 있다. 대한민국에는 애니북스를 통해 2013년 8월 현재 14권까지 출간되어 있다.